# Quintina
La quintina est la cinquième voix, perçue par l'auditeur sans pourtant être chantée par un chanteur particulier, d'un chant religieux polyphonique chanté chaque lundi Saint par un chœur de quatre hommes dans certains villages de Sardaigne.
Chaque chanteur produit un son riche en harmoniques, et les quatre voix superposées produisent une cinquième voix aiguë, la quintina, considérée comme étant la voix de la Vierge.
Le texte de ces chants, en latin, est généralement difficilement compréhensible, car les chanteurs accentuent les voyelles, celles-ci étant plus riches en harmoniques que les consonnes.